# Taurus Award
Die Taurus™ World Stunt Awards (auch: World Stunt Awards oder Taurus Awards) sind US-amerikanische Filmpreise für Stuntszenen, die im Rahmen einer gleichnamigen Veranstaltung verliehen werden. Taurus Awards zeichnen keine Schauspieler für ihre Leistungen aus, sondern Stuntleute beziehungsweise Stuntteams für besonders gute, spektakuläre Stunts und deren Inszenierung.

## Geschichte
Die Taurus Awards wurden von Dietrich Mateschitz ins Leben gerufen und werden seit 2001 jährlich – zumeist im Mai – von der Taurus World Stunt Awards Foundation vergeben, die zur finanziellen Absicherung von bei der Arbeit verunglückten Stuntleuten gegründet wurde und heute, nach eigenen Angaben, Stuntleute – die der Taurus World Stunt Academy angehören – nach Arbeitsunfällen unterstützt – insbesondere dann, wenn sie eine Behinderung erleiden. Eigenen Aussagen zufolge ist die Stiftung aber auch grundsätzlichoffen für Hilfsanträge von Stuntleuten, die nicht ihrer Academy angehören. Seit den Taurus Awards 2003 werden neben US-amerikanischen Filmproduktionen auch ausländische Produktionen ausgezeichnet. Die jährliche Verleihung wurde im Jahr 2006 einmalig ausgesetzt. Die ersten beiden Verleihungen fanden im Santa Monica Barker Hangar statt, anschließend wurde ein Backlot der Paramount Pictures als Veranstaltungsort gewählt.
Der österreichische Getränkehersteller Red Bull ist Hauptsponsor des Taurus Award.

## Preis
Ein Taurus Award ist eine etwa 80 cm hohe Statue aus Bronze mit einem Gewicht von etwa 12 kg. Die Statue wurde vom österreichischen Künstler Jos Pirkner geschaffen. Sie stellen einen Menschen mit Stierkopf und Flügeln dar. Eine gewisse Ähnlichkeit zum Oscar ist beabsichtigt.

## Kategorien
Die Taurus Awards werden jährlich in wechselnden Kategorien vergeben.
Zeitleiste der Kategorien des Taurus Award

## Sonderpreise

### Taurus Honorary Award
Der Ehrenpreis „Taurus Honorary Award“ wurde seit 2001 an folgende Schauspieler (Best Action Movie Star) und Film-Produzenten (Best Action Movie Director) vergeben.
| Jahr | Preisträger           | Ehrung                      |
| ---- | --------------------- | --------------------------- |
| 2001 | Arnold Schwarzenegger | Bester Action-Filmstar      |
| 2001 | John Woo              | Bester Actionfilm-Regisseur |
| 2002 | Jackie Chan           | Bester Action-Filmstar      |
| 2002 | Michael Bay           | Bester Actionfilm-Regisseur |
| 2003 | Harrison Ford         | Bester Action-Filmstar      |
| 2003 | Gale Anne Hurd        | Bester Actionfilm-Regisseur |
| 2004 | Keanu Reeves          | Bester Action-Filmstar      |
| 2004 | Jonathan Mostow       | Bester Actionfilm-Regisseur |
| 2005 | Sylvester Stallone    | Bester Action-Filmstar      |
| 2005 | Quentin Tarantino     | Bester Actionfilm-Regisseur |
| 2007 | Gerard Butler         | Bester Action-Filmstar      |

### Lifetime Achievement Award
Der Preis für das Lebenswerk „Lifetime Achievement Award (for an Action Movie Star)“ wurde seit 2001 an folgende Schauspieler und Stuntleute vergeben.
| Jahr | Preisträger      |
| ---- | ---------------- |
| 2001 | Hal Needham      |
| 2004 | Ronnie Rondell   |
| 2005 | Vic Armstrong    |
| 2007 | Burt Reynolds    |
| 2007 | Jeannie Epper    |
| 2010 | Jophery Brown    |
| 2011 | Loren Janes      |
| 2012 | Glenn Wilder     |
| 2013 | David R. Ellis   |
| 2014 | Buddy Joe Hooker |
| 2018 | Charlie Picerni  |
| 2019 | Billy Burton     |

## Rekorde
Mit 21 verschiedenen Filmnominierungen erfolgten bei den Taurus Awards 2015 die niedrigste Zahl nominierter Filme. Dies unterbietet sogar den Taurus Awards 2003 sowie Taurus Awards 2013 mit je 22 unterschiedlichen Filmnominierungen. Bei den Taurus Awards 2008 waren mit 31 unterschiedlichen Filmen mehr unterschiedliche Filmproduktionen nominiert als in jedem anderen Jahr.
Die meisten Nominierungen konnte der Film Rush Hour 2 bei den Taurus Awards 2002 sammeln, der insgesamt neunmal nominiert wurde. Mit fünf Auszeichnungen erhielt The Fast and the Furious bei derselben Verleihung die meisten Taurus Awards in der Geschichte dieses Filmpreises.
Bei den Taurus Awards 2002 wurden mit 13 Kategorien die Auszeichnungen in den meisten Kategorien vergeben. Seit den Taurus Awards 2013 werden die Stuntleute in nur noch sieben Kategorien geehrt.
Die Kategorien zur Auszeichnung des besten Wasserstunts, Luftstunts, Stunt-Fahrers, Tierstunt, Stuntkoordinator für eine Actionszene oder Film wurden lediglich bei den ersten beiden Veranstaltungen gefeiert, weswegen diese zu den seltensten Kategorien zählen. Am häufigsten, nämlich in bislang sämtlichen Veranstaltungen, erfolgten Nominierungen in den Kategorien der besten Kampfszene, Stunt in der Höhe, Fahrzeugstunt sowie Spezialstunt.
Jophery Brown ist der einzige Stuntman, dem nicht nur ein Taurus Lifetime Achievement Award vergeben wurde, sondern zuvor bei den Taurus Awards 2004 für eine Stuntszene in Bad Boys II bereits in der Kategorie Bester Fahrzeugstunt ausgezeichnet worden ist.
action concept wurde als weltweit einzige Filmproduktionsfirma zwischen 2003 und 2017 zehn Mal in Los Angeles mit dem Taurus World Stunt Award ausgezeichnet.
Die deutsche Actionserie Alarm für Cobra 11 – Die Autobahnpolizei erhielt bei den Taurus Awards bereits acht Mal (von 10 Nominierungen) in der Kategorie Bester Stunt in einem ausländischen Film die Trophäe.